# Psychoda fucosa
Psychoda fucosa är en tvåvingeart som beskrevs av Quate 1962. Psychoda fucosa ingår i släktet Psychoda och familjen fjärilsmyggor. Inga underarter finns listade i Catalogue of Life.